# Mattias Markusson
Mattias Markus Markusson, född 10 april 1996 i Västerleds församling i Stockholm, är en svensk basketspelare som spelar för polska MKS Dabrowa Gornicza.

## Biografi
Mattias Markusson inledde sin karriär i Alvik och spelar 2024 för MKS Dabrowa Gornicza i polska ligan. Han har även representerat det svenska landslaget där han debuterade 2021.